# Ohre-Klasse
Die Ohre-Klasse ist eine Serie von sechs kombinierten Versorgungs- und Wohnschiffen des Projekts 162, die in der DDR entwickelt und nach eigenem Entwurf von der Peene-Werft in Wolgast gebaut wurde. Die Schiffe wurden in der Volksmarine als Schwimmender Stützpunkt bezeichnet. Die Deutsche Marine hat alle Einheiten als Klasse 650 übernommen.

## Entwicklung und Bau
Als Ersatz für die 1961–1963 in Dienst gestellten Schwimmenden Stützpunkte der Jugend-Klasse (Projekt 62) wurde die Peene-Werft im September 1975 beauftragt, eine modernere Schiffsklasse für folgende Aufgaben zu entwickeln:
- Mobile Basis für Torpedoboote und Flugkörperschnellboote
- Unterbringung der Schnellbootbesatzungen und einer Stabsabteilung
- Versorgung und Entsorgung der Einheiten
- Durchführung kleiner Reparaturen in Häfen, in Buchten und auf Reeden

Durch die Einführung Kleiner Raketenschiffe (Tarantul-I- und Sassnitz-Klasse) und die zwischenzeitlich geplante Außerdienststellung der Torpedoboote (Libelle- und Shershen-Klasse) mussten die Entwürfe immer wieder modifiziert werden. Demzufolge konnte der Serienbau erst im September 1982 beginnen.
Der Schiffsrumpf besteht aus Stahl und ist durch neun Schotte in zehn Abteilungen unterteilt. Er entstand in Anlehnung an die von der Peene-Werft gebauten Eimerkettenbagger der sowjetischen Georgi-Naliwajko-Klasse. Die Aufbauten sind aus Aluminium gefertigt. Im Unterschied zur Jugend-Klasse hatten die Schiffe eine Antriebsanlage und konnten unter bestimmten Bedingungen selbstständig den Standort wechseln. Die Manövrierfähigkeit wurde durch eine Querstrahlsteueranlage und das in der Binnenschifffahrt bewährte Jenckelruder erhöht. Besonderer Wert wurde auch auf die Verbesserung der Dienst- und Lebensbedingungen der Besatzungen und den Umweltschutz gelegt.

## Ausstattung
Die Unterkünfte waren ausgelegt für 190 Mann, einschließlich der Stammbesatzung. Auf den Schiffen waren eine Kombüse mit eigener Bäckerei und ein Lazarett eingerichtet. Für die Betreuung der Soldaten standen Messen, eine Sauna, ein Kino und verschiedene Sport- und Freizeiträume zur Verfügung.
In den Lade- und Kühlräumen konnten über 700 t Betriebsstoffe, Munition und Proviant gelagert werden. Die Übergabe fester Güter erfolgte mit einem Schiffskran, der wegen einer fehlenden Seegangsfolgeeinrichtung jedoch nur in Hafengewässern oder ähnlich ruhigen Seegebieten eingesetzt werden konnte.
Für die Eigen- und Fremdentsorgung wurden Anlagen zur Müllverbrennung, Bilgenwasserentölung und Abwasserreinigung betrieben.
Zur Selbstverteidigung waren die Schiffe mit zwei 25-mm-L/70-Flugabwehrkanonen und zwei FASTA-4-Startern für 16 Strela-2-Flugabwehrraketen ausgerüstet.
Die Maschinenanlage bestand aus zwei Sechszylinder-Viertakt-Schiffsdieselmotoren des Typs SKL 6 VD 18/15 A-l-1 mit jeweils 347 kW, die auf zwei Propeller wirkten. Die elektrische Eigen- und Fremdversorgung wurde durch zwei Dieselgeneratoren mit jeweils 350 kVA gewährleistet.
Nach der Übernahme durch die Deutsche Marine wurden die Waffen und Antriebsanlagen ausgebaut und die nicht verkauften Einheiten zu reinen Wohnschiffen umgebaut.

## Einheiten
Alle Schiffe wurden nach Landschaftsgebieten der DDR benannt und befanden sich bei der Auflösung der Volksmarine im aktiven Flottendienst. Nach der Übernahme durch die Bundesmarine musste das Schiff 162.03 in Wische umbenannt werden, da 1990 der Betriebsstofftransporter Harz (A 1428) noch in Dienst war. Weitere Änderungen ab 1990 sind in der nachfolgenden Tabelle als 2. Zeile aufgeführt.
| Bau-Nr. | Projekt-/ Schiffs-Nr. | Name        | Kennungen  | Stapellauf       | Indienststellung  | Marinestützpunkte     | Außerdienststellung | Verbleib                                         |
| ------- | --------------------- | ----------- | ---------- | ---------------- | ----------------- | --------------------- | ------------------- | ------------------------------------------------ |
| 367     | 162.01 650/01         | Vogtland    | H 71 Y 890 | 20. August 1983  | 5. September 1984 | Dranske Warnemünde    | 25. April 2002      | über VEBEG in die Türkei verkauft                |
| 368     | 162.02 650/02         | Altmark     | H 11 Y 891 | 21. Februar 1984 | 24. Oktober 1984  | Dranske Wilhelmshaven | 30. Juni 2016       | Über VEBEG verkauft und nach Dänemark geschleppt |
| 369     | 162.03 650/06         | Harz Wische | H 31 Y 895 | 30. April 1984   | 4. Juni 1985      | Dranske Wilhelmshaven | 2020                | über VEBEG zum Verkauf angeboten                 |
| 370     | 162.04 650/03         | Havelland   | H 51 Y 892 | 24. August 1984  | 1. August 1985    | Dranske Warnemünde    | 30. September 1991  | über VEBEG an privaten Eigner verkauft           |
| 371     | 162.05 650/05         | Börde       | H 72 Y 894 | 2. März 1985     | 1. Oktober 1985   | Dranske Warnemünde    | 23. Dezember 1992   | über VEBEG nach Singapur verkauft                |
| 372     | 162.06 650/04         | Uckermark   | H 91 Y 893 | 19. März 1985    | 8. Januar 1986    | Dranske Wilhelmshaven | 19. April 2002      | über VEBEG in die Türkei verkauft                |